# Alfonso Pérez Burrull
Alfonso Pérez Burrull (Comillas, Cantabria, 15 de septiembre de 1965) es un exárbitro de fútbol español de la Primera División. Pertenecía al Comité de Árbitros de Cantabria.

## Trayectoria
Burrull comenzó arbitrando partidos en el patio del colegio en los recreos entre clases. Debutó en Primera División de España el 7 de septiembre de 1997 con el partido Real Club Deportivo de La Coruña-Real Club Deportivo Mallorca, que acabó con el 1-1. Posteriormente estrenó internacionalidad en 2002.
Dirigió el partido de ida de la Supercopa de España de 2003 entre el Real Club Deportivo Mallorca y el Real Madrid Club de Fútbol (2-1).
Arbitró también el partido de ida de la Supercopa de España de 2007 entre el Sevilla Fútbol Club y el Real Madrid Club de Fútbol (1-0).
En la temporada 2008/09 fue objeto de numerosas críticas a nivel nacional en los medios de comunicación, debido a que decidió no sancionar dos jugadas de falta, en las cuales fue protagonista el jugador de Osasuna Juanfran Torres que resultó expulsado por doble amonestación, recibió ambas tarjetas por simular dos penaltis. Tras este partido, el Comité Técnico de Árbitros decidió quitarle el partido de ida de los cuartos de final de la Copa del Rey entre el RCD Español y el Barcelona, que Pérez Burrull arbitraba pocos días después, y que arbitró César Muñiz Fernández.  El árbitro recibió amenazas de muerte debido al revuelo generalizado que se alzó, incluso el presidente del Osasuna, Patxi Izco, afirmó: "he comprobado que Pérez Burrull es un delincuente".
El 20 de mayo de 2009 fue el cuarto árbitro de la final de la Copa de la UEFA entre el Shakhtar Donetsk y el Werder Bremen, que arbitró Luis Medina Cantalejo.
Durante la temporada 2009/10 recibió fuertes críticas por varias de sus actuaciones, especialmente en un partido de liga entre el Atlético de Madrid y el Valencia CF, tras el cual la Federación Española le apartó temporalmente de las designaciones. Al término de la campaña, el Comité Técnico de Árbitros decidió descenderlo a Segunda División, aunque el colegiado prefirió retirarse del arbitraje.
En 2015 se postuló sin éxito para el puesto de coordinador de Ciudadanos en Cantabria.

## Premios
- Silbato de oro de Primera División (1): 2007.